# Formuladeildin 2025
La Formuladeildin 2025 è l'83ª edizione del Campionato faroense di calcio, iniziata il 7 marzo 2025 e con termine il 25 ottobre successivo.
La squadra campione in carica è il Víkingur Gøta, che ha vinto il suo terzo titolo nazionale nella stagione 2024.

## Stagione

### Novità
Dalla stagione precedente sono stati retrocessi Skála ÍF e ÍF Fuglafjørður, ultime due classificate del campionato. Al loro posto dalla 1. deild sono stati promossi Suðuroy e TB Tvøroyri, rispettivamente seconda e terza classificata del campionato, dal momento che la prima, il Víkingur Gøta II, non poteva essere promossa.

### Formula
Le 10 squadre partecipanti giocano un girone con gare di andata, ritorno e nuovamente andata, per un totale di 27 giornate. Al termine della stagione regolare, la prima classificata è campione delle Fær Øer e ottiene la qualificazione per la UEFA Champions League 2026-2027, mentre seconda e terza classificata si qualificano alla UEFA Conference League 2026-2027, insieme con la vincitrice della Coppa delle Fær Øer. Le ultime due classificate sono invece retrocesse in 1. deild.

## Squadre partecipanti
| Club          | Città      | Stadio            | Stagione precedente    |
| ------------- | ---------- | ----------------- | ---------------------- |
| B36 Tórshavn  | Tórshavn   | Stadio Gundadalur | 5° in Formuladeildin   |
| B68 Toftir    | Toftir     | Svangaskarð       | 8° in Formuladeildin   |
| EB/Streymur   | Eiði       | Við Margáir       | 7° in Formuladeildin   |
| HB Tórshavn   | Tórshavn   | Stadio Gundadalur | 3° in Formuladeildin   |
| KÍ Klaksvík   | Klaksvík   | Við Djúpumýrar    | 2° in Formuladeildin   |
| NSÍ Runavík   | Runavík    | Við Løkin         | 4° in Formuladeildin   |
| Suðuroy       | Vágar      | Á Eiðinum         | 2° in 1. deild         |
| TB Tvøroyri   | Tvøroyri   | Við Stórá         | 3° in 1. deild         |
| Víkingur Gøta | Norðragøta | Serpugerði        | Campione delle Fær Øer |
| 07 Vestur     | Vágar      | á Dungasandi      | 6° in Formuladeildin   |

## Classifica finale
|                    | Pos. | Squadra       | Pt | G | V | N | P | GF | GS | DR |
| ------------------ | ---- | ------------- | -- | - | - | - | - | -- | -- | -- |
| Fær Øer (bandiera) | 1.   | B36 Tórshavn  | 0  | 0 | 0 | 0 | 0 | 0  | 0  | 0  |
|                    | 2.   | B68 Toftir    | 0  | 0 | 0 | 0 | 0 | 0  | 0  | 0  |
|                    | 3.   | EB/Streymur   | 0  | 0 | 0 | 0 | 0 | 0  | 0  | 0  |
|                    | 4.   | HB Tórshavn   | 0  | 0 | 0 | 0 | 0 | 0  | 0  | 0  |
|                    | 5.   | KÍ Klaksvík   | 0  | 0 | 0 | 0 | 0 | 0  | 0  | 0  |
|                    | 6.   | NSÍ Runavík   | 0  | 0 | 0 | 0 | 0 | 0  | 0  | 0  |
|                    | 7.   | Suðuroy       | 0  | 0 | 0 | 0 | 0 | 0  | 0  | 0  |
|                    | 8.   | TB Tvøroyri   | 0  | 0 | 0 | 0 | 0 | 0  | 0  | 0  |
|                    | 9.   | Víkingur Gøta | 0  | 0 | 0 | 0 | 0 | 0  | 0  | 0  |
|                    | 10.  | 07 Vestur     | 0  | 0 | 0 | 0 | 0 | 0  | 0  | 0  |

Legenda:
      Campione delle Isole Fær Øer e ammessa alla UEFA Champions League 2026-2027
      Ammesse alla UEFA Europa Conference League 2026-2027
      Retrocesse in 1. deild 2026
Regolamento:
Tre punti a vittoria, uno a pareggio, zero a sconfitta.